# Hoàng Đức Chính (Hòa Bình)
Hoàng Đức Chính (sinh ngày 16 tháng 5 năm 1981, người Mường) là Đại biểu Quốc hội nước Cộng hòa xã hội chủ nghĩa Việt Nam. Ông hiện là Tỉnh ủy viên, Bí thư huyện ủy Lạc Sơn, Đại biểu Quốc hội khóa XV từ Hòa Bình. Ông từng là Ủy viên Thường trực, Trưởng Ban Kinh tế – Ngân sách của Hội đồng nhân dân tỉnh Hòa Bình.
Hoàng Đức Chính là đảng viên Đảng Cộng sản Việt Nam, học vị Cử nhân Tài chính – Ngân hàng, Thạc sĩ Kinh tế nông nghiệp, Cao cấp lý luận chính trị. Ông có sự nghiệp đều công tác ở quê nhà Hòa Bình.

## Xuất thân và giáo dục
Hoàng Đức Chính sinh ngày 16 tháng 5 năm 1981 tại xã Tân Vinh, huyện Lương Sơn, tỉnh Hòa Bình. Ông là người dân tộc Mường, lớn lên và tốt nghiệp phổ thông ở Lương Sơn, theo học đại học ở Hà Nội và tốt nghiệp Cử nhân Tài chính – Ngân hàng tiếp tục học cao học và nhận bằng Thạc sĩ Kinh tế nông nghiệp. Ông được kết nạp Đảng Cộng sản Việt Nam vào ngày 14 tháng 7 năm 2006, trở thành đảng viên chính thức sau đó 1 năm, từng theo học các khóa chính trị ở Học viện Chính trị Quốc gia Hồ Chí Minh và tốt nghiệp Cao cấp lý luận chính trị. Hiện ông thường trú ở phường Phương Lâm, thành phố Hòa Bình, tỉnh Hòa Bình.

## Sự nghiệp
Tháng 9 năm 2003, sau khi tốt nghiệp đại học, Hoàng Đức Chính trở về Hòa Bình, được Điện lực tỉnh Hòa Bình nhận vào làm Chuyên viên Phòng Tài chính – Kế toán. Ông công tác thời gian ngắn ở cơ quan này, sang tháng 7 năm 2004, ông được tuyển công chức vào Ủy ban nhân dân tỉnh Hòa Bình, bổ nhiệm làm Chuyên viên Phòng Tài chính – Đầu tư, Sở Tài chính tỉnh Hòa Bình. Tháng 1 năm 2007, ông được điều sang Văn phòng Tỉnh ủy Hòa Bình, nhậm chức Phó Trưởng phòng phụ trách Phòng Tài chính Đảng, đồng thời là Bí thư Chi đoàn cơ quan Văn phòng Tỉnh ủy Hòa Bình, rồi được phân công phụ trách phòng, là Đảng ủy viên cơ quan này từ tháng 7 năm 2010. Tháng 9 năm 2010, ông chuyển vị trí làm Phó Trưởng phòng Tổng hợp, một phòng khác của Văn phòng Tỉnh ủy, sau nửa năm thì chuyển tới Văn phòng Đoàn Đại biểu Quốc hội và Hội đồng nhân dân tỉnh làm Bí thư Chi bộ, Trưởng phòng Công tác Hội đồng nhân dân. Tháng 7 năm 2011, ông giữ chức Phó Trưởng ban chuyên trách Ban Kinh tế – Ngân sách của Hội đồng nhân dân tỉnh Hòa Bình khóa XV nhiệm kỳ 2011–2016, tiếp tục giữ cương vị này ở khóa XVI nhiệm kỳ 2016–2021, và cũng là Đại biểu Hội đồng nhân dân tỉnh. Tháng 12 năm 2018, ông được bổ nhiệm làm Phó Giám đốc Sở Công Thương tỉnh Hòa Bình.
Tháng 9 năm 2020, Hoàng Đức Chính được bầu làm Ủy viên Thường trực, Trưởng Ban Kinh tế – Ngân sách của Hội đồng nhân dân tỉnh Hòa Bình, sang tháng 10 tại Đại hội Đảng bộ tỉnh lần thứ XVII, nhiệm kỳ 2020–2025, thì được bầu vào Ban Chấp hành Đảng bộ tỉnh. Năm 2021, với sự giới thiệu của Ủy ban Mặt trận Tổ quốc Việt Nam tỉnh, ông tham gia ứng cử đại biểu Quốc hội từ Hòa Bình, thuộc đơn vị bầu cử số 1 gồm thành phố Hòa Bình, huyện Đà Bắc, Lương Sơn, Mai Châu, Tân Lạc, rồi trúng cử Đại biểu Quốc hội khóa XV với tỷ lệ 85,74%. Ngày 23 tháng 7 năm 2021, ông được phê chuẩn làm Phó Trưởng Đoàn Đại biểu Quốc hội chuyên trách tỉnh Hòa Bình.